# Natural Bridge, Alabama
Natural Bridge là một thị trấn thuộc quận Winston, tiểu bang Alabama, Hoa Kỳ. Dân số năm 2009 là 27 người, mật độ đạt 24 người/km².